# 海原育人
海原 育人（うなばら いくと、1990年 - ）は、日本のライトノベル作家・小説家。

## 来歴
1980年福岡生まれ。
2007年、処女作である『ドラゴンキラーあります』が、第3回C★NOVELS大賞にて「特別賞受賞」を受賞する。
2007年7月、C・NOVELSファンタジアより『ドラゴンキラーあります』が単行本にて発売され、作家デビュー。
デビュー作である『ドラゴンキラーあります』は、「このライトノベルがすごい! 2008年」において、57位にランクインする。

## 作品
- ドラゴンキラーあります シリーズ
  - ドラゴンキラーあります(C★NOVELSファンタジア) 海原 育人、カズアキ (2007/7)
  - ドラゴンキラーいっぱいあります(C★NOVELSファンタジア) 海原 育人、カズアキ (2007/8)
  - ドラゴンキラー売ります(C★NOVELSファンタジア) 海原 育人、カズアキ (2007/12)
- 蓮華君の不幸な夏休み
  - 蓮華君の不幸な夏休み〈1〉(C★NOVELSファンタジア) 海原 育人、しまどりる (2010/12)
  - 蓮華君の不幸な夏休み〈2〉(C★NOVELSファンタジア) 海原 育人、しまどりる (2011/4)
  - 蓮華君の不幸な夏休み〈3〉(C★NOVELSファンタジア) 海原 育人、しまどりる (2011/11/24)
  - 蓮華君の不幸な夏休み〈4〉(C★NOVELSファンタジア) 海原 育人、しまどりる (2013/3/22)